# Església memorial de Miquel el Valent
L'Església memorial de Miquel el Valent (en romanès Biserica Mihai Viteazul), situada als afores dels murs de l'antiga ciutadella, es troba prop del lloc de l'antiga catedral metropolitana ortodoxa fundada per Miquel el Valent el 1597. L'antiga catedral va ser enderrocada el 1715 sota el règim austrohongarès durant la construcció de la fortalesa d'Alba Carolina. L'església fou construïda originàriament amb fusta, però el que podem veure avui és d'una construcció més recent de l'any 1988, però construïda seguint l'estil arquitectònic de la regió de Maramureș. Es va santificar el 2006 i va ser decorada amb pintures de Nicolae Bălan el 2013. Està dedicada a la Santíssima Trinitat i a sant Silouan l'Athonita.
Porta el nom de Miquel el Valent, considerat un heroi nacional per haver aconseguit la unificació dels tres principats romanesos: Valàquia, Transsilvània i Moldàvia.